# Phascolarctos stirtoni
Phascolarctos stirtoni és un mamífer marsupial que visqué a Austràlia durant el Plistocè.
Igual que el coala d'avui en dia, del qual era un parent proper, aquest mamífer era un animal arborícola que s'alimentava de fulles d'eucaliptus. Tanmateix, era aproximadament un 33% més gran que el coala actual i formava part de la megafauna australiana. Les diferents espècies de coala coexistiren durant el Plistocè, però P. stirtoni s'extingí fa uns 50.000 anys per causes desconegudes.